# Auctuarium ad Floram Pedemontanam
Auctarium ad Floram Pedemontanam (abreviado Auct. Fl. Pedem.) es un libro con ilustraciones y descripciones botánicas que fue escrito por el médico, naturalista y botánico italiano Carlo Allioni y publicado en Turín en el año 1789 con el nombre de Auctarium ad Floram Pedemontanam cum notis et emendationibus.